# Only Women Bleed
Only Women Bleed är en ballad av Alice Cooper, släppt som singel i april 1975. Låten handlar om en kvinna som blir misshandlad av sin make. Coverversioner har spelats in av bland andra Ike & Tina Turner, Etta James, Lita Ford, John Farnham och Tori Amos.